# José Francisco Porras
José Francisco Porras Hidalgo (Grecia, 8 novembre 1970) è un ex calciatore costaricano, di ruolo portiere.

## Carriera
La sua carriera è durata oltre vent'anni, partendo dal suo passaggio per la storica selezione giovanile dei "Carasucias" nel 1989 che arrivò al campionato mondiale dell'Arabia Saudita.
I primi passi di Porras furono con il Club Sport Herediano diretto da Orlando de León, dove era il terzo portiere della squadra che vinse il titolo nella stagione 1992-1993. Non ottenendo la regolarità desiderata iniziò il suo peregrinare per vari club.
In squadre come Belén, Municipal Puntarenas, Carmelita e Saprissa nella sua prima tappa, non riusciva ad essere protagonista.
Con il ritiro di Erick Lonnis riesce a guadagnarsi la titolarità; col Saprissa ottiene diversi titoli nazionali, una Copa Interclubes UNCAF ed una CONCACAF Champions' Cup, oltre ad una partecipazione di successo nel Mondiale per club 2005. Il rendimento con il Saprissa gli ha permesso di diventare portiere titolare della Nazionale vincendo la Coppa delle nazioni UNCAF 2005 e giocando la Coppa del Mondo 2006 in Germania.
Porras lasciò il Saprissa per terminare la sua carriera nel Carmelita, retrocedendo a fine stagione.